# ×Oryticum oryzoides
Oryticum oryzoides là một loài thực vật có hoa trong họ Hòa thảo. Loài này được C.P.Wang & S.H.Tang mô tả khoa học đầu tiên năm 1982.